# Sárga sásliliom
A sárga sásliliom (Hemerocallis lilioasphodelus) a fűfafélék (Asphodelaceae) családjába tartozó, Kelet-Ázsiában és Európában honos, feltűnő virágú növényfaj.

## Megjelenése
A sárga sásliliom 50–100 cm magas, lágyszárú, évelő növény. A föld alatt rövid rizómái vannak. Sötétzöld tőlevelei igen keskenyek, szálasak, 50–70 cm hosszukhoz 0,8-1,5 cm szélesség járul. Szélük ép, erezetük párhuzamos, közepükön kiemelkedő gerinc húzódik végig.
Május-július között virágzik. A virágzat szára többé-kevésbé felálló, egyenes, csak a végén ágazik szét kissé. Egy virágzat 8-12 db. hat élénksárga szirommal rendelkező, trombita alakú virágot tartalmaz. Az 5–7 cm hosszú és 1–2 cm széles szirmok a tövüknél 1,5-2,5 cm-es csővé nőnek össze. Hat sárga színű (a csúcsán esetleg lilásfeketés) porzót tartalmaznak. Illatuk erős, édes-citromos. A virágok délután nyílnak ki, éjjel is így maradnak és egy-három nap után elhervadnak; ezután új virág váltja őket a virágzatban.
Termése 2–4 cm hosszú, 1-1,5 cm átmérőjű, háromosztatú toktermés. Kerek, fényes, fekete magvai 3–5 mm-esek.
Kromoszómaszáma 2n = 22.

## Elterjedése és termőhelye
A sárga sásliliom a Távol-Keleten (Oroszország, Japán, Koreai-félsziget, Észak-Kína, Mongólia) és Európában (Északkelet-Olaszország, Ausztria, Németország, Dánia, Svédország, Észtország, Belgium, Franciaország, Spanyolország, Csehország, Románia, Albánia, Ukrajna, Szlovákia, Egyesült Királyság) honos. Észak-Amerikába is betelepítették. Magyarországon régebben gyakoribb volt, de feltűnő virágai miatt rendszeresen begyűjtötték, így mára csak a legeldugottabb helyeken maradt meg.
Hegyvidékek, hűvösebb völgyek patakmenti ligeteiben vagy lápréteken található meg. 

## Felhasználása
Feltűnő, illatos virágai miatt kedvelt kerti dísznövény. A kínai konyha felhasználja zsenge leveleit, hajtásait és bimbóit, amiket nyersen vagy főzve fogyasztanak. 
Magyarországon fokozottan védett, természetvédelmi értéke 100 000 Ft/egyed.

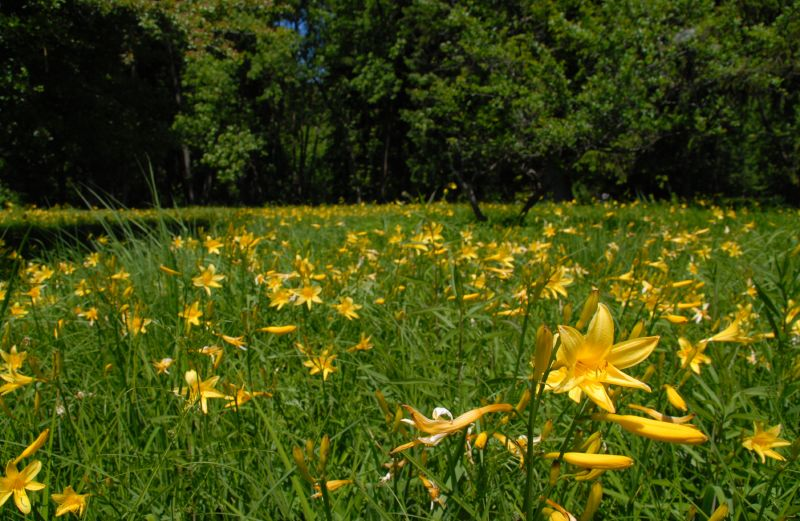
Liliommező Bajorországban
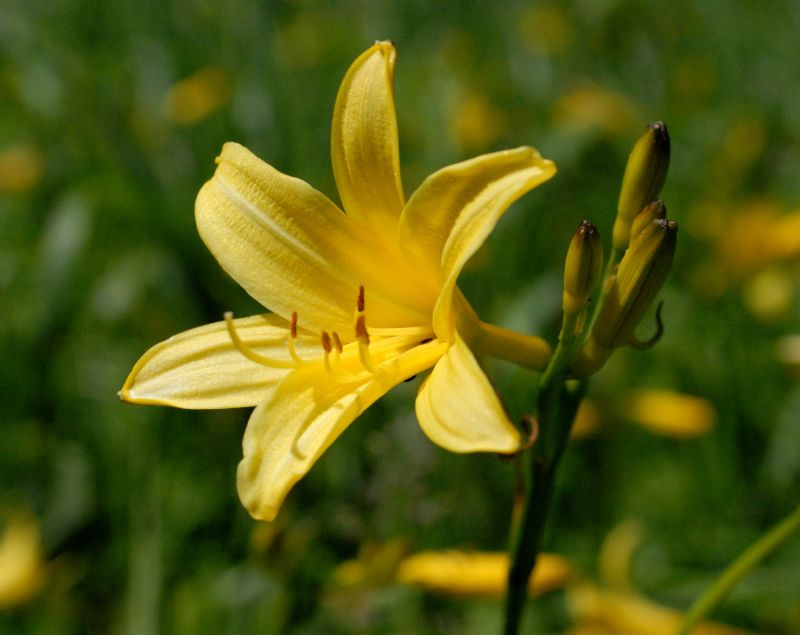
Virága
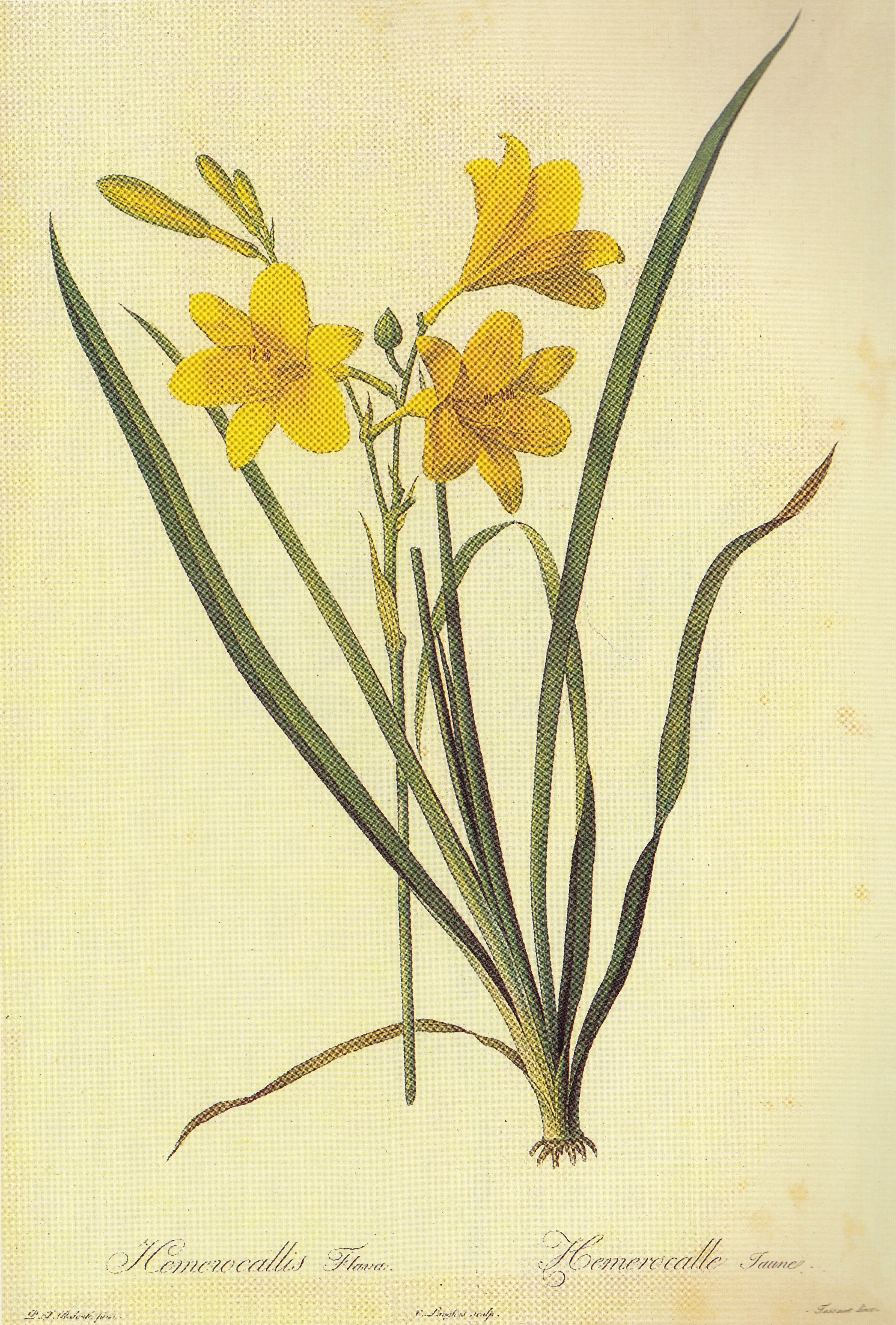
Ábrázolása a francia Les Liliacées c. könyvben (1802–1816)

## Fordítás
- Ez a szócikk részben vagy egészben  a   Gelbe Taglilie című német Wikipédia-szócikk ezen változatának fordításán alapul.  Az eredeti cikk szerkesztőit annak laptörténete sorolja fel. Ez a jelzés csupán a megfogalmazás eredetét és a szerzői jogokat jelzi, nem szolgál a cikkben szereplő információk forrásmegjelöléseként.